# Geneva Open 2021
Geneva Open 2021 var den 18:e upplagan av Geneva Open, en tennisturnering i Genève, Schweiz. Turneringen var en del av 250 Series på ATP-touren 2021 och spelades på grus mellan den 15–22 maj 2021.

## Mästare

### Singel
- Casper Ruud besegrade  Denis Shapovalov, 7–6(8–6), 6–4

### Dubbel
- John Peers /  Michael Venus besegrade  Simone Bolelli /  Máximo González, 6–2, 7–5